# Geometria sagrada
A Geometria Sagrada atribui significados simbólicos e sagrados a determinadas formas e proporções geométricas. A Geometria Sagrada é considerada o modelo da geometria natural no mundo e a base de todas as formas. É uma crença antiga que explora e  busca explicar supostos padrões de energia que criam e unificam todas as coisas e revela a maneira precisa pela qual a energia do universo se organiza. Em sua concepção, todas as escalas, todo padrão natural de crescimento ou movimento se conforma inevitavelmente a uma ou mais formas geométricas.
A geometria utilizada no projeto e construção de estruturas religiosas, como igrejas, templos, mesquitas, monumentos religiosos, altares, e tabernáculos, foi, algumas vezes, considerada sagrada. O conceito aplica-se à geometria fractal natural e pode ser encontrado representado em espaços sagrados como temenoi, bosque sagrado, verde da aldeia e bem sagrado, e a criação de arte religiosa.

## Fundamentos do desenho

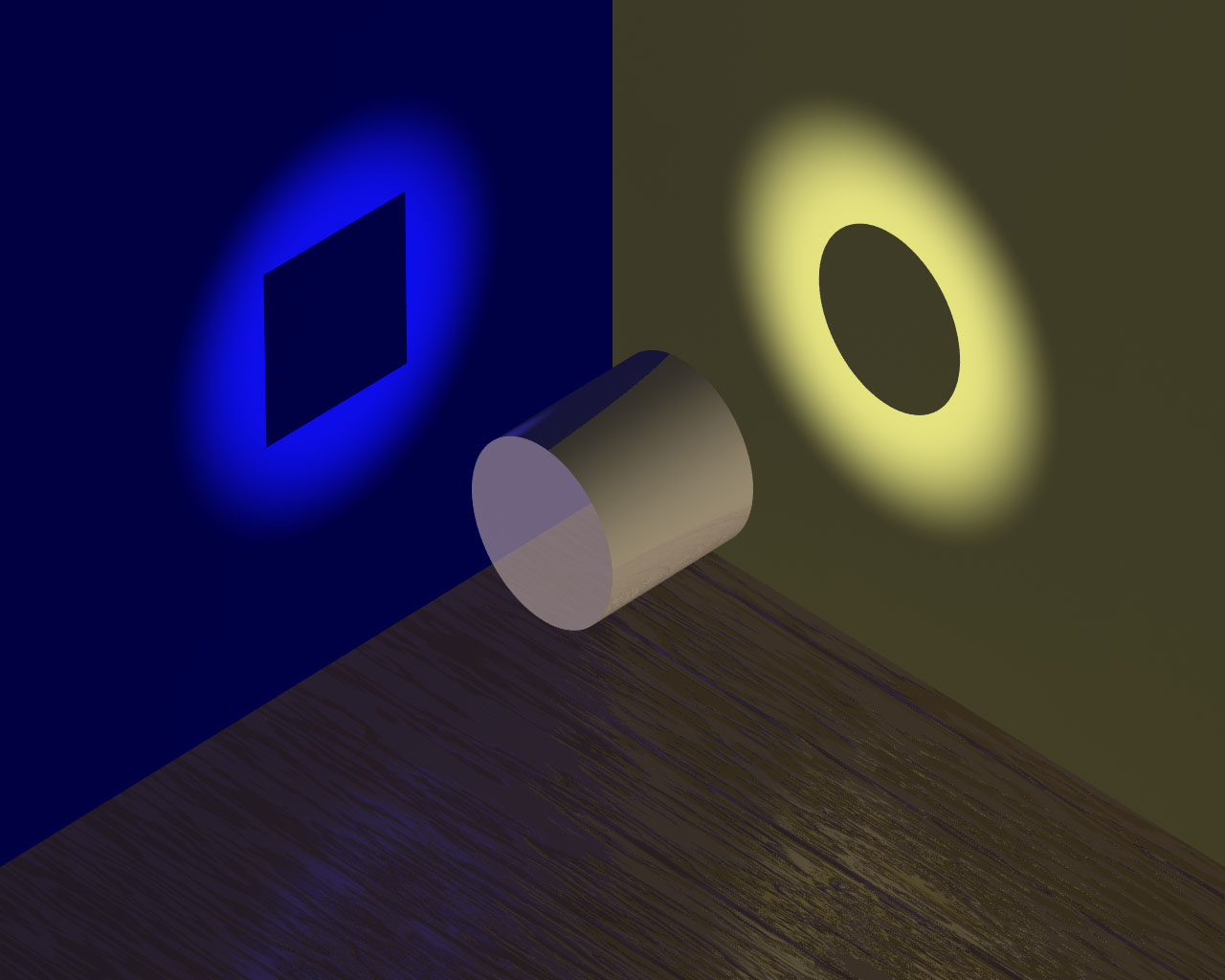
Cilindro projetado em dois planos

Em todo desenho se leva em consideração quatro componentes, o conceitual, o visual, o relacional e o prático. São elementos conceituais que não são visíveis: são o ponto, a linha, o plano e o volume. Quando os elementos conceituais tornam-se visíveis, adquirem forma.

## Cosmologia
A crença de que um deus criou o universo de acordo com um plano geométrico tem origens antigas. Plutarco atribuiu a crença a Platão, escrevendo que "Platão disse que Deus geometriza continuamente" ("Convivialium disputationum", liber 8,2). Nos tempos modernos, o matemático Carl Friedrich Gauss adaptou essa citação, dizendo "Deus aritmetiza". Até Johannes Kepler (1571-1630), persistiu uma crença nas bases geométricas do cosmos entre alguns cientistas.